# Friedrich Leopold Palm
Friedrich Leopold Palm (* 6. April 1786 in Neustadt-Eberswalde; † 9. Dezember 1873 in Berlin) war ein preußischer Generalmajor und Kommandeur der 16. Landwehr-Brigade.

## Leben

### Herkunft
Seine Eltern waren der Justizkommissar Friedrich Palm und dessen Ehefrau, eine geborene Kalthöffer.

### Militärkarriere
Palm besuchte ein Gymnasium in Berlin und ab 1813 die Universität Halle. Im Jahr 1811 war er in Berlin Mitbegründer des Deutschen Bundes. Palm schloss sich am 28. Februar 1813 als Freiwilliger Jäger dem Lützowschen Freikorps an. Am 17. August 1813 wurde er Sekondeleutnant und kämpfte während der Befreiungskriege bei den Blockaden von Glückstadt und Jülich sowie den Belagerungen von Maubeuge, Philippeville und Givet. Er nahm außerdem an den Gefechten an der Göhrde, bei Mölln, Zarrenthin und Belle Alliance teil. Für Mölln erhielt Palm das Eiserne Kreuz II. Klasse und als Premierleutnant wurde er in der Schlacht bei Ligny verwundet.
Vom 31. März 1815 bis zum 21. Februar 1816 war Palm im 25. Infanterie-Regiment tätig und wurde anschließend in das 5. Infanterie-Regiment versetzt. Hier avancierte er am 5. März 1817 zum Kapitän und Kompaniechef. Nach seiner Beförderung zum Major folgte am 14. November 1831 eine Verwendung als Direktor der Divisionsschule der 2. Division in Danzig. Am 8. September 1840 wurde Palm mit dem Roten Adlerorden III. Klasse mit Schleife ausgezeichnet. Am 12. September 1841 stieg er zum Oberstleutnant auf und am 29. Juli 1842 beauftragte man ihn mit der Führung des 6. Infanterie-Regiments. Palm wurde am 10. Januar 1843 zum Regimentskommandeur ernannt und in dieser Eigenschaft am 30. März 1844 zum Oberst befördert. Zugleich fungierte er ab dem 9. November 1844 auch als Direktor der Divisionsschule der 9. Division. Am 6. Juni 1848 wurde er als Kommandeur in die 16. Landwehr-Brigade versetzt. Dort wurde er am 4. April 1850 Generalmajor und erhielt am 10. Mai 1851 seinen Abschied mit Pension. Am 27. Januar 1864 ernannte man ihn zum Ehrensenior des Eisernen Kreuzes II. Klasse. Palm starb am 9. Dezember 1873 in Berlin und wurde am 13. Dezember 1873 als dem Alten Garnisonfriedhof in der Linienstrasse beigesetzt.
In seiner Beurteilung im Jahr 1847 hieß es: „Ein in allen Beziehungen ausgezeichneter Regimentskommandeur, dessen große Verdienste noch als Direktor der Divisionsschule erhöht werden. Daher nicht nur zur außerordentlichen Beförderung qualifiziert, sondern verdient auch, besonders empfohlen zu werden.“